# Store tals lov
Store tals lov er en grundsætning inden for statistik og sandsynlighedsregning.
Inden for sandsynlighedsteorien siger store tals lov, at gennemsnittet af en række ukorrelerede stokastiske variable, der alle har samme sandsynlighedsfordeling, vil konvergere mod denne fordelings forventningsværdi, når antallet af variable går mod uendelig. Eksempelvis vil det gennemsnitlige antal øjne ved gentagne terningeslag nærme sig forventningsværdien (1 + 2 + 3 + 4 + 5 + 6) / 6 = 3½, når antallet af terningeslag går mod uendeligt.
Inden for statistikken siger store tals lov, at gennemsnittet af en stikprøve af elementer fra en population vil konvergere mod gennemsnittet af hele populationens gennemsnit, når antallet af elementer i stikprøven går mod uendeligt. Eksempelvis vil gennemsnittet af en tilfældigt udvalgt gruppe menneskers højde være tættere på gennemsnitshøjden for hele befolkningen, jo flere mennesker der er i gruppen. I praksis vil man dog se, at gennemsnitshøjden for en gruppe af en vis størrelse vil ligge så tæt på gennemsnitshøjden (forventningsværdien) for hele befolkningen, at en yderligere forøgelse af gruppen ikke giver væsentlig forandring i den gennemsnitshøjde man er nået frem til. Det er dette forhold der gør ”Store tals lov” operationel i forhold til en praktisk anvendelse af loven.